# Pictorialismo

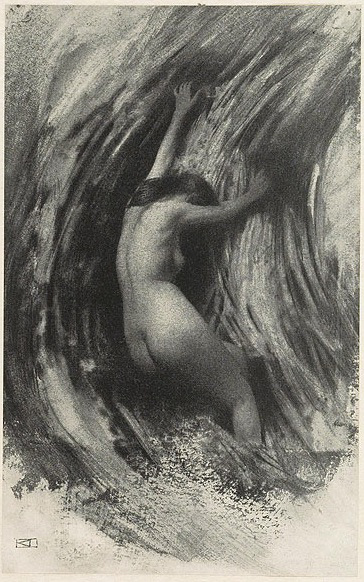
Struggle, fotografía de estilo pictorialista de Robert Demachy a la goma bicromatada, 1904.

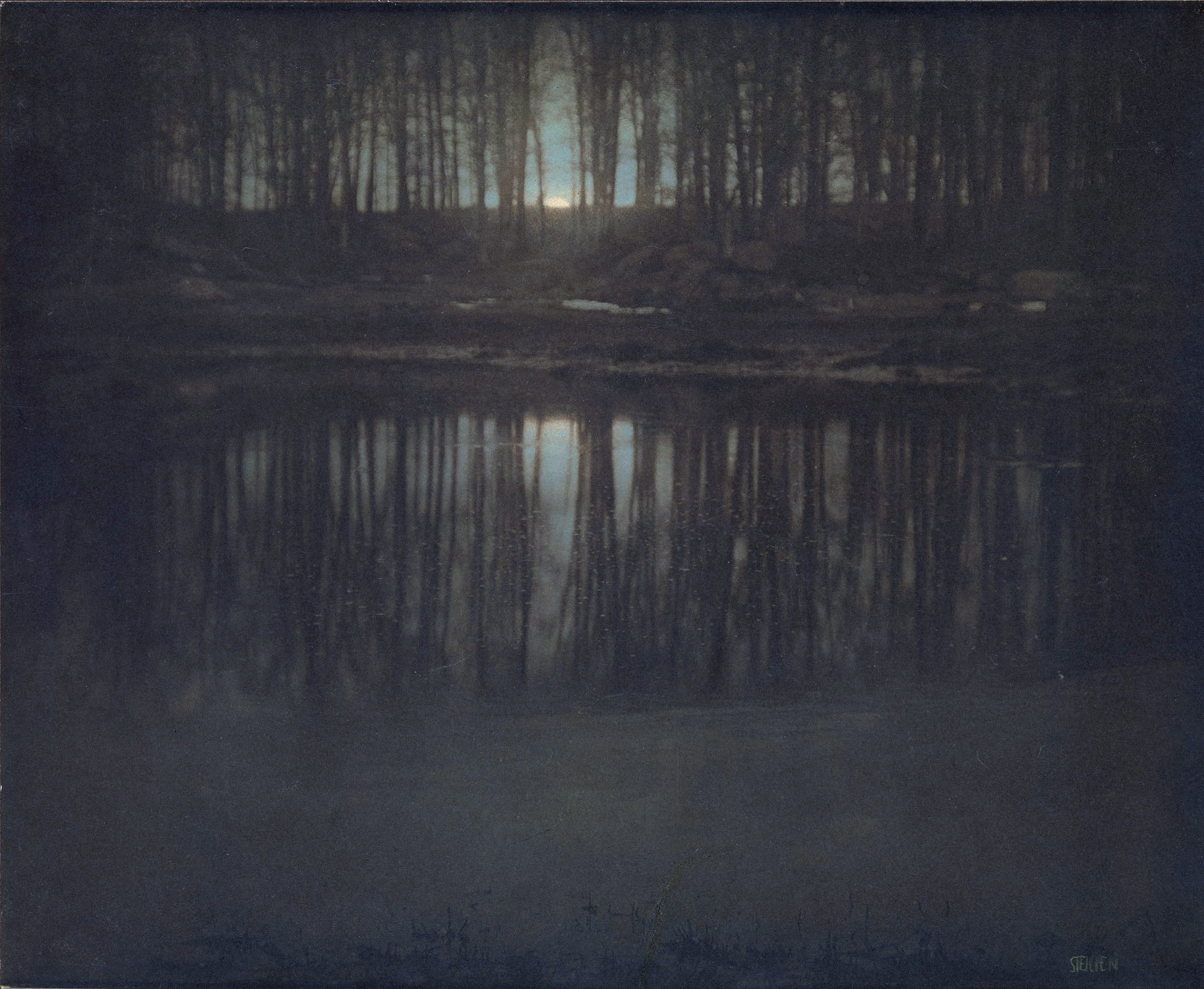
The Pond--Moonlight, fotografía de Edward Steichen realizada en Mamaroneck en 1904.

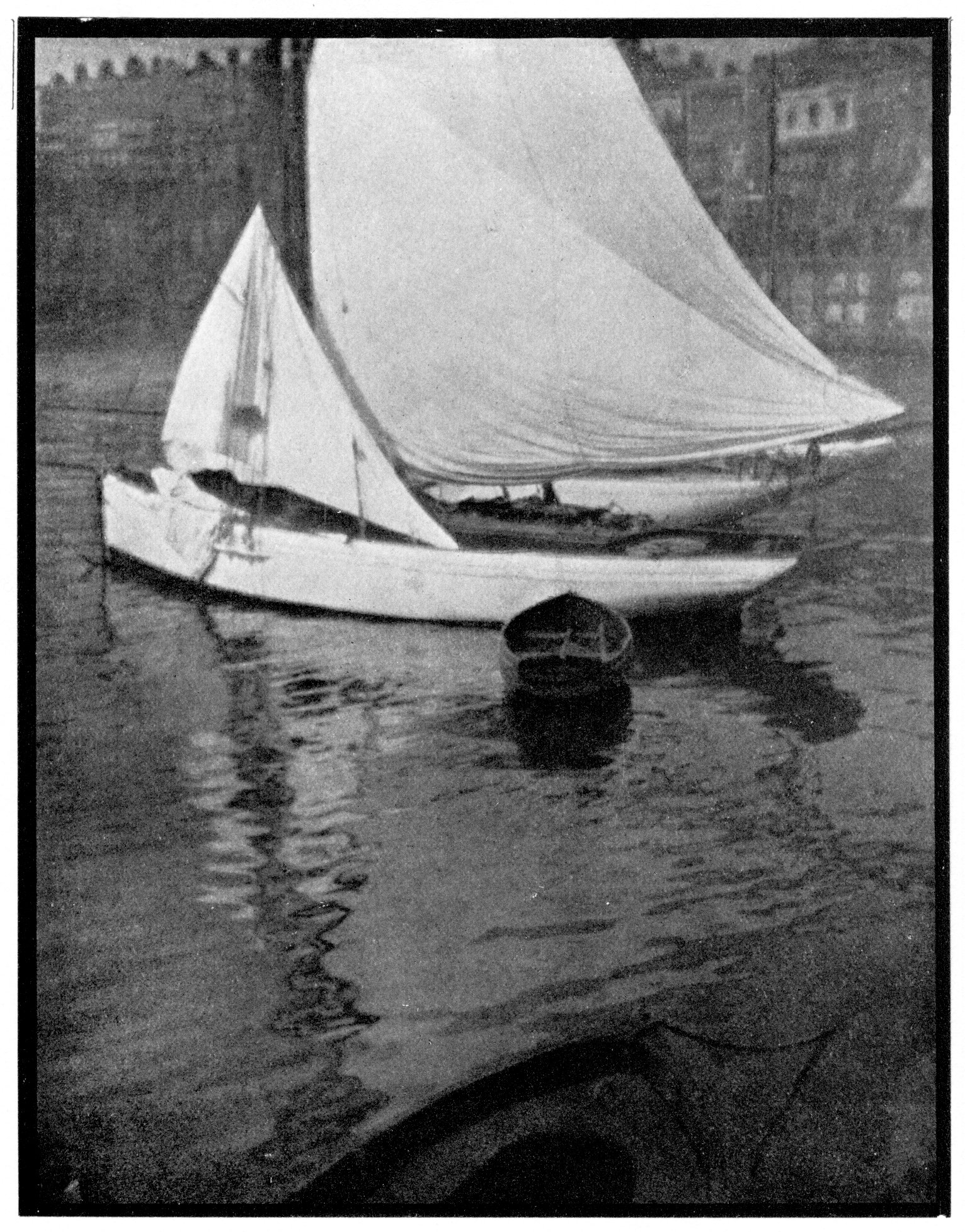
The White Sail, fotografía de Alvin Langdon Coburn.

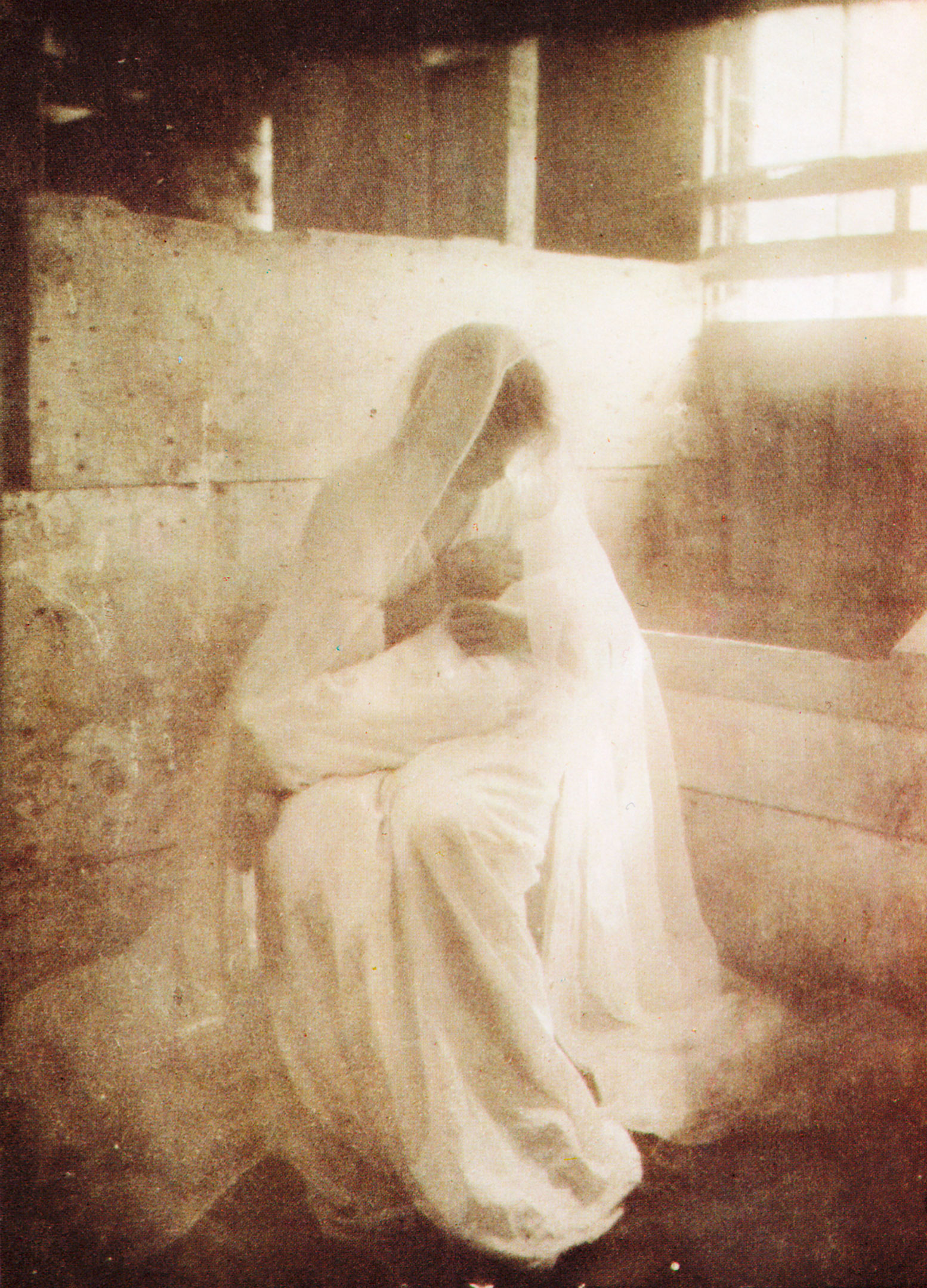
The Manger, fotografía de Gertrude Kasebier realizada en 1899.

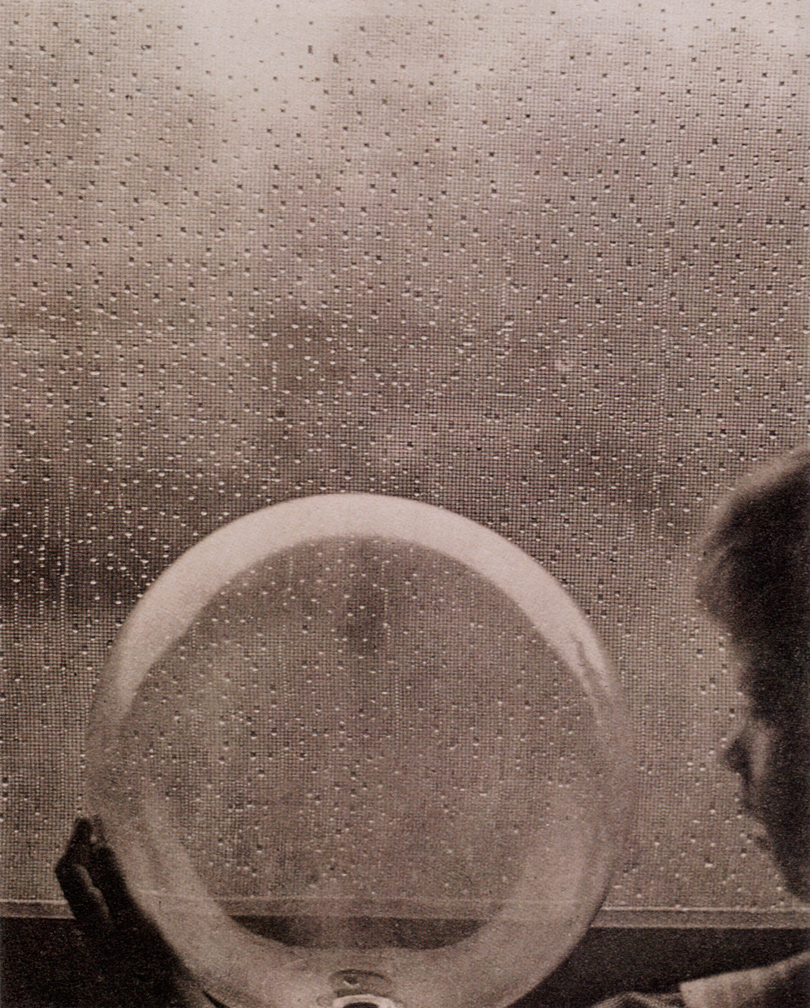
Gotas de lluvia (1903), publicada en Camera Work en 1908.

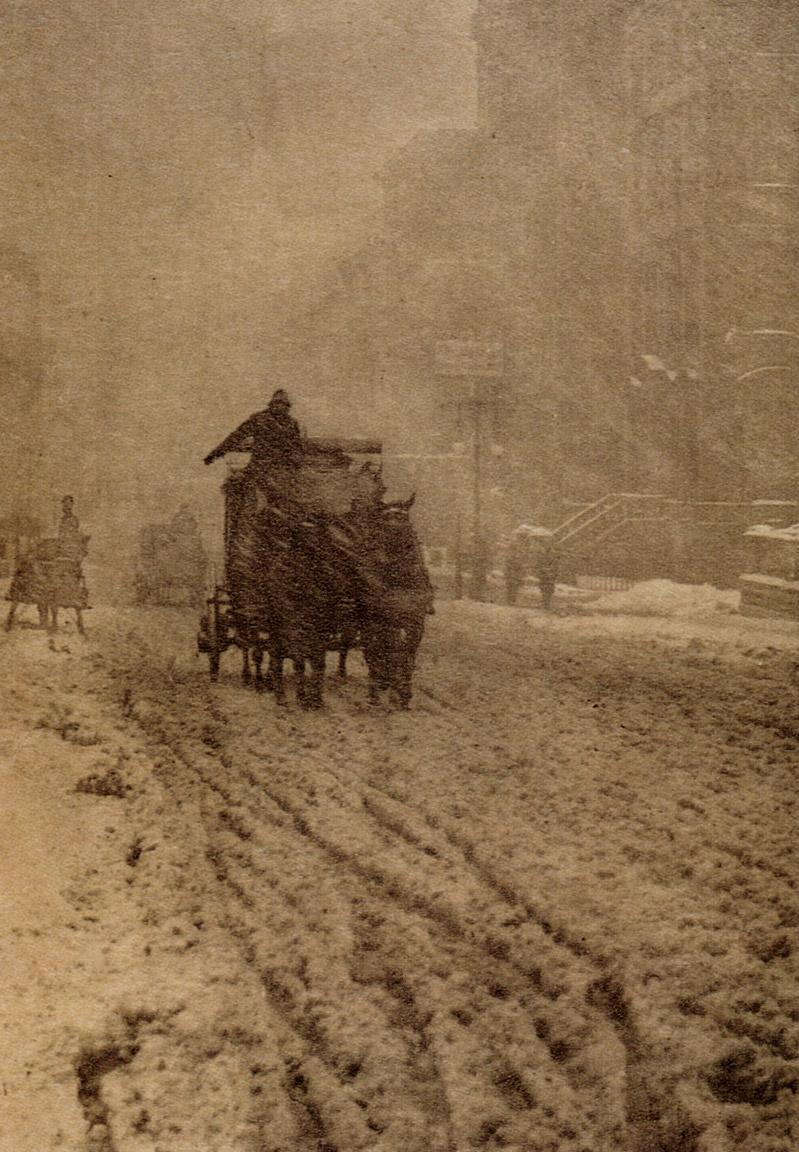
Winter - Fifth Avenue, fotografía de Alfred Stieglitz realizada en 1892.

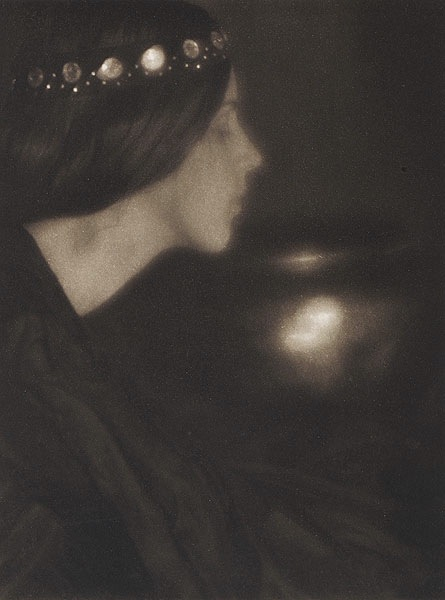
Black Bowl, fotografía de George Seeley realizada en 1907.

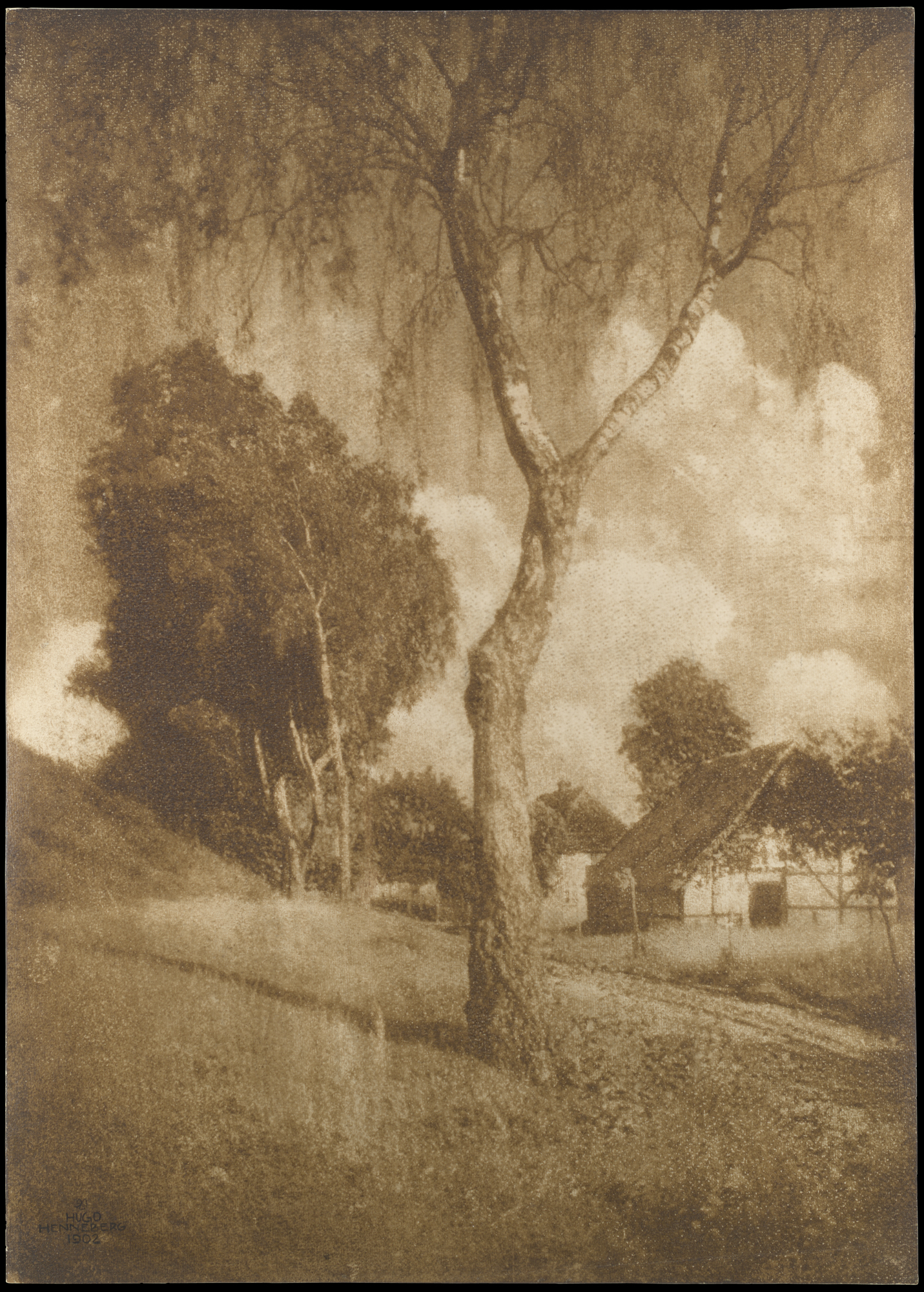
Motivo en Pomerania, fotografía de Hugo Henneberg positivada en 1902.

El pictorialismo es un movimiento fotográfico de pretensiones artísticas que se desarrolla a nivel mundial (aunque principalmente en Europa, Estados Unidos y Japón) entre finales de los años 1880 y el final de la Primera Guerra Mundial. El nombre del movimiento deriva del término inglés picture (imagen, cuadro, pintura, fotografía) y no de paint (pintura), razón por la cual resulta erróneo hablar de fotografía pictórica o pictoricista, términos que vendrían a referirse a la fotografía academicista, corriente que sí que se encuentra muy relacionada con la pintura.

## Planteamientos
Para el grupo de fotógrafos que lo conformaron, el pictorialismo supone hablar de una imagen más dentro de lo existente, de una imagen simple captada/separada de un mero registro de la realidad.
Surge como reacción a la fotografía de aficionados, considerada vulgar y nacida con la comercialización de la cámara fotográfica de Kodak y su sistema de revelado y copiado en laboratorios industriales, que se extiende rápidamente por todo el mundo en tanto no se requerían conocimientos técnicos para su uso. También se contrapone a la Fotografía academicista reivindicando los valores propios de la fotografía para la realización de obras de arte en plena igualdad con otras disciplinas artísticas (pintura, escultura, arquitectura). Es por ello que se renuncia a la imitación de la pintura.
Los fotógrafos del pictorialismo se definen como artistas en la línea de las teorías del romanticismo propias del siglo XIX, destacando la sensibilidad e inspiración de los autores y otorgando un papel secundario a la técnica (tal y como hacía Julia Margaret Cameron).
Se distancian de la realidad para que sus fotografías sean solo imágenes y no una mera reproducción de la realidad, motivo por el cual buscan deliberadamente el desenfoque o efecto floue. Formalmente, la resolución plástica derivada de la imagen borrosa y los temas que eligen los pictorialistas, señalan una fuerte influencia del Impresionismo.

## Ideas y técnicas
El pictorialismo supone una selección de los temas, entre los que se destacan: el Paisaje en días nublados, de lluvia, de niebla y todos aquellos en los que los agentes atmosféricos no permiten que las imágenes sean nítidas e introducen borrosidad en la representación; el Retrato; se eligen principalmente figuras femeninas, e igualmente se busca esa borrosidad, así como alegorías, puestas en escena, poses clásicas, etc.
Entre la escena a fotografiar y la cámara muchos autores colocan filtros, pantallas y demás utensilios que impiden ver claramente. Igualmente recurren a la utilización de juegos de luces y sombras.
No se enfoca de forma deliberada para provocar un efecto similar a la pintura impresionista (es por eso que el pictorialismo es también conocido como fotografía impresionista).
Para el registro fotográfico, muchos autores utilizaban los llamados como "objetivos de artistas", que suponía la colocación de elementos que no correspondían al área de cobertura requerida para las cámaras fotográficas empleadas, o el uso de objetivos antiguos muy imperfectos (con aberraciones esféricas u otras) o, incluso, recurrían a la cámara estenopeica, sin objetivo.
La mayor parte de las manipulaciones eran realizadas en la fase de revelado y especialmente en la de positivado de la imagen. Se emplea papel especialmente elegido o creado para las manipulaciones posteriores.

### Técnicas de positivado
Algunas de las técnicas de positivado usadas son la impresión al carbón, el bromóleo, la goma bicromatada, o el añadido de otros pigmentos a las emulsiones buscando hacer las fotografías similares al dibujo, grabado, etc. Alrededor de estos experimentos surge la denominación general de impresiones nobles.
Para muchos de los fotógrafos pictorialistas, el trabajo posterior a la toma era la etapa más importante del proceso creativo, considerando:

... el negativo como mero paralelo al fondo de un óleo, mientras que el trabajo que realizaban en el positivo era para ellos la auténtica actividad creadora.
P.Tausk

La idea principal era llegar a un resultado diferente del que ofrecían las imágenes tradicionales, tanto las de la fotografía profesional como la de los aficionados. Los pictorialistas constituyen una suerte de "tercera posición" en la pugna entre aficionados-profesionales de finales del siglo XIX, porque rescatan de los primeros la libertad creativa, no limitada por un cliente o un encargo; y de los profesionales el dominio de la técnica. Sin embargo, el uso de la técnica fotográfica que hicieron los pictorialistas tenía otros objetivos: principalmente, obtener la imagen "floue".
Emerson, uno de los teóricos iniciales del movimiento (luego devenido purista), en su texto "Fotografía naturalista" (1889), argumenta a favor del trabajo manual en fotografía, y junto a ello busca posicionar a los autores pictorialistas como "artistas" en el sentido canónico, refutando los prejuicios de la época hacia la fotografía como forma artística, por su carácter mecánico, y su falta de originalidad, o intervención creativa humana:

Una gran paradoja que se ha de combatir es la asunción de que al no ser la fotografía trabajo manual, como dice el público -aunque a nosotros nos parece que hay mucho trabajo manual y de cabeza en ella-, no puede ser un idioma del arte. Esto es un error nacido del no pensar. Un pintor aprende su técnica para poder hablar, y como nos ha dicho más de un pintor, "el pintar es un proceso mental", y en cuanto a la técnica casi la podrían llevar a cabo con los pies. Igual pasa con la fotografía, que es un proceso mental muy severo y requiere de todas las energías del artista aun cuando se tenga la técnica dominada.
Lo que cuenta es lo que se ha de decir y cómo decirlo. Sería igual de razonable poner inconvenientes a que un poeta imprimiese sus versos en letras de imprenta, en vez de escribirlos en estilo gótico con pluma de ganso y sobre piel de asno. Junto con esta acusación va implícita la de carencia de originalidad. La originalidad de una obra de arte se refiere a la originalidad de lo que se expresa y a la manera cómo esto se expresa, ya sea en fotografía, en poesía o en pintura, y el artista original es aquel que capta impresiones nuevas y sutiles de la naturaleza; "las arranca de la naturaleza", como dijo Durero, y las presenta al mundo por medio de la técnica que domina. El hecho de que una técnica sea más difícil de aprender que otra no se puede negar, pero los más grandes pensamientos han sido expresados con la más sencilla de las técnicas, es decir, la escritura.

Por su manipulación, las impresiones nobles nunca resultaban iguales pese a que se partiera de un mismo negativo de origen. Esta característica reforzaba la pertenencia de las obras pictorialistas al mundo del arte, y no de las meras fotografías de los aficionados, ni de las fotografías profesionales, que podían copiarse tantas veces como fuera requerido por el cliente.
Estas técnicas impedían la multiplicidad de copias, por cuanto que todas las obras eran únicas. Se llegó incluso a realizar ediciones limitadas, por ejemplo destruyendo el negativo para impedir copias de las imágenes, en un intento de regular la creación fotográfica bajo las limitaciones propias de las artes plásticas tradicionales.
Para su presentación al público las imágenes (o impresiones nobles) eran enmarcadas recurriendo a la utilización de marcos propios de pinturas antiguas y muy rimbombantes [cita requerida].

### El debate por la manipulación
Aunque inicialmente los pictorialistas defendieron la manipulación como un método para "presentar su visión de la naturaleza", las objeciones los fotógrafos puristas se intensificaron a inicios del siglo XX, señalando las contradicciones de los pictorialistas, que minimizaban el hecho fotográfico en sí, y sus características específicas, para enfatizar la intervención manual como único método para la fotografía artística. Demachy dirá al respecto en 1907:

¿Ustedes dirán que la práctica de la intervención es peligrosa? No más que el uso de la fotografía directa para fines pictorialistas. Esto puede sonar paradójico, pero creo que es tan inútil para un hombre intentar hacer arte a través de medios puramente mecánicos como sería tonto para un astrónomo elegir la goma bicromatada para copiar el mapa de la Vía Láctea.
No digo que siendo la naturaleza hermosa y siendo la fotografía capaz de copiar la naturaleza, entonces la fotografía es Arte. Esto es erróneo. La naturaleza es a menudo hermosa, obviamente, pero nunca artística “per se”, por ello no puede haber arte sin la intervención del artista en la factura de la imagen. La naturaleza no es sino un tema para que el artista juegue con él. Las fotografías directas registran el tema, eso es todo –y entre nosotros, lo registran indiferentemente.

## Desarrollo histórico

### Antecedentes
Los precedentes del pictorialismo fueron reconocidos por los propios artistas del movimiento en las figuras de Julia Margaret Cameron y Henry Peach Robinson. En la fotógrafa inglesa encontraron los adeptos al pictorialismo una actitud decidida, además de una serie de comportamientos (o técnicas) ante la fotografía de gran aceptación para ellos, como es el uso de objetivos técnicamente inadecuados y la búsqueda del efecto floue. Por otro lado, Henry Peach Robinson vino a ser el apoyo teórico del movimiento, gracias a su obra Efecto Pictorial en Fotografía, 1869, así como el inspirador del nacimiento de los grupos pictorialistas. En ese texto, Peach Robinson recomendaba y explicitaba el método del positivado combinado:

Pero el alcance de la fotografía es más amplio de lo que suponen aquellos que solo han tomado un simple retrato o un paisaje. [...] No ha sido el fallo de los materiales por poco plásticos que sean comparados con la pintura y los lápices, sino la ausencia de la habilidad necesaria por parte del fotógrafo, responsable siempre de la carencia de grandes obras fotográficas.

El medio para obtener tales imágenes es el del positivado combinado, un método que permite al fotógrafo representar objetos en distintos planos dentro de un foco apropiado, y mantener la verdadera relación lineal y atmosférica de distintas distancias. Por medio del positivado combinado una fotografía puede dividirse en partes separadas para su ejecución, que después se positivan juntas en un solo papel, y permiten así al operador dedicar toda su atención a una sola figura o a un grupo secundario a la vez, de tal forma que si por alguna razón una parte fuese imperfecta, esta podría ser sustituida por otra, sin defecto para la fotografía entera, como sucede cuando se positiva en una sola operación. Dedicando así atención a las partes individuales, independientemente de las otras, se puede obtener mejor perfección en los detalles, tal como en el arreglo de cortinajes, en el refinamiento de la pose y en la expresión.

### El nacimiento del pictorialismo
El punto de partida del movimiento viene determinado por la publicación en 1889 del libro Naturalistic Photography de Peter Henry Emerson, donde su autor argumentaba en relación con las históricas objeciones que habían negado estatus artístico a las fotografías:

Se ha dicho: "Una fotografía muestra el arte de la naturaleza en vez del arte del artista". Esto es pura tontería, pues puede aplicarse el comentario a todas las bellas artes por igual. La naturaleza no salta dentro de la cámara, se enfoca, se expone, se revela y se positiva. Por el contrario, el artista, usando la fotografía como medio, escoge su tema, selecciona los detalles, generaliza el conjunto, como hemos ya demostrado, y así presenta su visión de la naturaleza. Esto no es copiar ni imitar la naturaleza, sino interpretarla, que es todo lo que puede hacer un artista, y el nivel de perfección depende de su técnica y de sus conocimientos sobre esta técnica; y el cuadro que resulta, sea cual fuere el método de expresión, será bello en proporción a la belleza del original y a la habilidad del artista. Estos comentarios son igualmente aplicables a los críticos que llaman a los cuadros pedacitos de naturaleza recortada. No es necesario matar al muerto y dar más respuestas a la objeción de que la fotografía es un proceso mecánico; si lo fuese, bastaría recordar a los objetores que si se enviasen 20 fotógrafos a un distrito de área limitada y se les dijese que tomaran una cierta composición, el resultado serían 20 versiones diferentes. Las fotografías de calidad artística tienen individualidad, al igual que otras obras de arte, y podríamos hacer apuestas sobre la identidad del autor de cada una de las pocas fotografías que se envían a nuestras exposiciones. Lógicamente el artesano común no tiene individualidad, como tampoco la tiene el reproductor de dibujos arquitectónicos o mecánicos. Pero donde un artista use la fotografía para interpretar la naturaleza, su trabajo siempre tendrá individualidad, y la fuerza de esta individualidad variará, como es lógico, en proporción a su habilidad.

Además, señala que la imagen floue correspondía a la visión normal y superaba todas las formas artísticas, por influencia de pintores como Turner o Whistler, y los impresionistas franceses.
A partir de este momento surgen nuevos grupos y asociaciones dedicadas a la búsqueda de una fotografía artística construida sobre los valores propios de la fotografía. Es esta una postura estética claramente diferenciada de las inquietudes de las primeras asociaciones dedicadas a la investigación técnica.
El primer impulso para la creación fotográfica del pictorialismo lo dio el Camera Club de Viena al organizar en 1891 una exposición de fotógrafos pictorialistas. Un año más tarde, en 1892, se crea en Londres el Linked Ring Brotherhood con el objetivo de la organización de una exposición bajo el lema Liberty-Loyalty, a la que fueron invitados fotógrafos extranjeros de la Europa Continental y de los Estados Unidos.
A partir de este momento los grupos se multiplicaron por toda Europa, llegando el pictorialismo a los Estados Unidos y a otros continentes, animados por jóvenes fotógrafos deseosos de demostrar los valores artísticos de la fotografía.

### Sus principales autores
Sus representantes más destacados fueron Peter Henry Emerson y Robert Demachy. Otros son Alvin Langdon Coburn, Heinrich Kühn, Léonard Misonne, Comandante Puyo, James Craig Annan, Richard Polak, George Davison, Lionel Clark, Hugo Henneberg, Fred Holland Day, Gertrude Käsebier, Edward Steichen, Clarence Hudson White y Frederick Henry Evans.
En España destaca la obra de José Ortiz Echagüe, Josep Massana, Josep Maria Casals Ariet, Joaquim Pla Janini y Antonio Arissa.

### Los grupos más destacados
Entre las asociaciones de fotógrafos que se adhirieron al movimiento destacan los fundadores: The Linked Ring BrotherHood y el Camera Club de Viena; así como el Camera Club de Londres, Camera Club de Nueva York, Photo-Secession, Photo-Club de París, la Real Sociedad Fotográfica, Sociedade Portuguesa de Fotografía, la Sociedad Fotográfica Argentina de Aficionados o la Japanese Camera Pictorialist of America. Eran colectivos elitistas que limitaban el acceso de miembros y de fotografías para sus exposiciones.
Estos grupos organizaron exposiciones, publicaron revistas, manifiestos y textos teóricos y técnicos acerca de la fotografía como forma artística. Buscaban que las instituciones del arte (la Academia, los Salones, etc.) reconocieran "sus" fotografías como obras de arte al mismo nivel que la pintura u otras formas de las artes plásticas.
Su estrategia para conseguir este reconocimiento fue el recurso a la manipulación posterior de la fotografía como justificación de artisticidad; para los pictorialistas, como se mencionó previamente, el negativo era equivalente al lienzo en blanco del pintor: el proceso creativo se desarrollaba en el positivado. La toma carecía prácticamente de interés para los pictorialistas, aunque en general se inclinaban por temas clásicos de la pintura (especialmente la impresionista): paisaje rural, retrato, desnudo e incluso escenas de ballet (Demachy, por influencia de Degas).

### La decadencia
Hacia el año 1910 alcanza el movimiento su punto álgido entrando en un proceso de decadencia por el agotamiento de sus propuestas y los cambios sociales habidos, donde su reivindicación artística carece de sentido. Tras el final de la Primera Guerra Mundial sus principales autores abandonan el movimiento ante el empuje del Nuevo realismo fotográfico.
No obstante lo anterior, en situaciones aisladas como la de España continúa su desarrollo hasta bien concluida la guerra civil española.

## Valoración
Los teóricos de la fotografía no muestran un juicio uniforme a la hora de realizar una valoración crítica sobre este movimiento artístico-fotográfico.
- Unos defienden la trascendencia histórica del mismo, haciendo referencia a su carácter pionero como primer movimiento artístico en fotografía.
- Otros, si bien reconocen sus excesos, sostienen que los avances en investigación fotográfica obtenidos (en materias como el tratamiento de la luz, trabajo en positivado, etc.) quedaron en la experiencia para los fotógrafos posteriores que pudieron recurrir a dichas técnicas sin caer en los excesos de este movimiento.
- Por el contrario, algunos niegan el valor fotográfico del movimiento llegando a calificarlo como la no fotografía, ya que sus obras ni constituyen una huella de la realidad, ni tampoco se puede obtener una multiplicidad de copias y, además, no favorece la popularización del acceso y disfrute de la fotografía (tres cualidades básicas que se hallan en el concepto de fotografía).
- Según otros teóricos, el pictorialismo fue una estrategia y un momento de transición necesario en ese contexto histórico, para iniciar la discusión sobre la "artisticidad de la fotografía" con la institución arte dominada por las artes plásticas antes de la renovación que supusieron las vanguardias históricas. Esta discusión se abrió a partir del énfasis puesto por los pictorialistas en la "manipulación" por sobre la toma, reinvidicando el valor de la destreza manual necesaria para llegar a resultados artísticos incluso en fotografía, y reforzando la concepción clásica de autor-artista. Este énfasis, que hoy resulta contradictorio al ser sostenido por un movimiento de autores fotógrafos, habría sido necesario para contrarrestar la extendida idea de que es "la cámara" la que realiza la imagen (independientemente de su operador): una simplificación del acto fotográfico muy frecuente en el siglo XIX, y que se sostiee incluso en la actualidad. Obviamente, estos procedimientos representan la negación de la naturaleza fotográfica en su especificidad (mediación maquinal y nitidez), y una contradicción que no tardó en ser insostenible por los mismos autores fotógrafos.

La discusión pictorialismo versus purismo no ha quedado resuelta en modo alguno. Es más, hoy día tiene plena vigencia por cuanto que algunos autores defienden los valores estéticos de la imagen, mientras que otros fotógrafos sostienen el valor de las imágenes como testimonio social de la realidad. En la experiencia contemporánea incluso, la estética pictorialista sigue presente en tendencias como la lomografía, o las fotografías realizadas con Instagram. De cualquier manera, la fotografía actual rescata el pictorialismo por los valores estéticos, como en el caso de la artista francesa Amanda Bouchenoire cuyo trabajo se ha enfocado a la creación fotográfica interpretativa que, en su aspecto más libre, renuncia a la mera reproducción de la realidad. Lo hace desmaterializando el objeto y transformando su visión en algo tan abstracto que se convierte simplemente en un elemento formal.
En galerías de arte, salas de exposiciones, revistas, podemos observar cómo la fotografía es utilizada por algunos como medio de reflexión artística, sobre la que se realizan reseñas bibliográficas en torno al Pictorialismo Moderno como medio de reflexión social.